# Mistrzostwa Świata U-20 w Rugby Union Mężczyzn 2015
Mistrzostwa Świata Juniorów w Rugby Union 2015 (2015 World Rugby U20 Championship) – ósme mistrzostwa świata w rugby union dla drużyn narodowych do lat 20, organizowane przez World Rugby. Turniej został rozegrany we Włoszech w dniach 2–20 czerwca 2015 roku. Wzięło w nim udział dwanaście drużyn, a tytułu bronili Anglicy.
Federazione Italiana Rugby otrzymała prawa do organizacji mistrzostw pod koniec listopada 2012 roku. Pod koniec lipca 2014 roku organizatorzy wskazali ramy czasowe turnieju oraz ogłosili, iż mecze odbędą się w czterech miastach regionów Lombardia i Emilia-Romania – Parmie, Viadanie, Calvisano i Cremonie. Rozkład grup i meczów zostały ogłoszone 25 listopada 2014 roku. Sędziowie i przedturniejowe charakterystyki zespołów.
Drużyny rywalizowały w pierwszej fazie systemem kołowym podzielone na trzy czterozespołowe grupy. Zwycięzca meczu zyskiwał cztery punkty, za remis przysługiwały dwa punkty, porażka nie była punktowana, a zdobycie przynajmniej czterech przyłożeń lub przegrana nie więcej niż siedmioma punktami premiowana była natomiast punktem bonusowym. Po zakończeniu pierwszej fazy ustalany był ranking przed dwumeczową fazą play-off – pierwsze cztery zespoły walczyły o mistrzostwo, kolejne cztery o miejsce piąte, zaś pozostałe o miejsce dziewiąte. Przy ustalaniu rankingu po fazie grupowej w przypadku tej samej liczby punktów lokaty zespołów były ustalane kolejno na podstawie:
- wyniku meczu pomiędzy zainteresowanymi drużynami;
- lepszego bilansu punktów zdobytych i straconych;
- lepszego bilansu przyłożeń zdobytych i straconych;
- większej ilości zdobytych punktów;
- większej ilości zdobytych przyłożeń;
- rzutu monetą.

Bilety na zestaw obejmujący trzy mecze w finałowym dniu kosztowały dwadzieścia, a w pozostałych dniach piętnaście euro, dla osób poniżej szesnastego roku życia wejście było bezpłatne. Transmisje telewizyjne docierały do ponad stu krajów na całym świecie.
W swoich grupach zwyciężyły Francja, RPA i Nowa Zelandia, choć ci ostatni z problemami wygrali mecz z Argentyną, a w półfinałach dołączyła do nich Anglia. W finale po raz czwarty spotkali się Nowozelandczycy i Anglicy, mający między sobą sześć z siedmiu dotychczasowych tytułów. W nim po raz pierwszy od czterech lat triumfowali Baby Blacks, a z rozgrywek elity po zajęciu ostatniego miejsca wypadli zaś Samoańczycy. Najwięcej punktów w turnieju zdobył reprezentant RPA Brandon Thomson, w klasyfikacji przyłożeń z sześcioma zwyciężył Nowozelandczyk Tevita Li, zaś najlepszym graczem – spośród czterech nominowanych – głosami kibiców został uznany James Chisholm.

## Uczestnicy
W zawodach uczestniczyło jedenaście najwyżej sklasyfikowanych drużyn z poprzednich mistrzostw oraz zwycięzca Junior World Rugby Trophy 2014.
| Zespół                 | Liczba występów | Poprzednia pozycja |
| ---------------------- | --------------- | ------------------ |
| Anglia U-20            | 7               | 1                  |
| Południowa Afryka U-20 | 7               | 2                  |
| Nowa Zelandia U-20     | 7               | 3                  |
| Irlandia U-20          | 7               | 4                  |
| Australia U-20         | 7               | 5                  |
| Francja U-20           | 7               | 6                  |
| Walia U-20             | 7               | 7                  |
| Samoa U-20             | 6               | 8                  |
| Argentyna U-20         | 7               | 9                  |
| Szkocja U-20           | 7               | 10                 |
| Włochy U-20            | 5               | 11                 |
| Japonia U-20           | 2               | awans z JWRT 2014  |

## Stadiony
| Miasto    | Stadion                 | Pojemność |
| --------- | ----------------------- | --------- |
| Parma     | Stadio XXV Aprile       | 3500      |
| Calvisano | Stadio San Michele      | 4000      |
| Viadana   | Stadio Luigi Zaffanella | 6000      |
| Cremona   | Stadio Giovanni Zini    | 20 034    |

## Faza grupowa

### Grupa A
| 2 czerwca 201516:30 | Francja U-20                               | 19:10 | Walia U-20                           | Stadio San Michele, Calvisano Widzów: 1700 Sędzia: Matthew Carley |
| 2 czerwca 201516:30 | Bonneval 5 (P) Ramos 9 (P 2pd) Blanc 5 (P) | 19:10 | Smith 5 (P) Jones 3 (K) Evans 2 (pd) | Stadio San Michele, Calvisano Widzów: 1700 Sędzia: Matthew Carley |

| 2 czerwca 201518:30 | Anglia U-20 | 59:7 | Japonia U-20                         | Stadio San Michele, Calvisano Widzów: 1800 Sędzia: Elia Rizzo |
| 2 czerwca 201518:30 | Perkins 5 (P) Jennings 14 (7pd) Walker 5 (P) Townsend 10 (2P) Morris 10 (2P) Howe 5 (P) Skinner 5 (P) Witty 5 (P) | 59:7 | karne przyłożenie – 5 Noguchi 2 (pd) | Stadio San Michele, Calvisano Widzów: 1800 Sędzia: Elia Rizzo |
| 2 czerwca 201518:30 | Clark | 59:7 |                                      | Stadio San Michele, Calvisano Widzów: 1800 Sędzia: Elia Rizzo |

| 6 czerwca 201516:30 | Francja U-20 | 47:7 | Japonia U-20                         | Stadio Sergio Lanfranchi, Parma Sędzia: Ben Whitehouse |
| 6 czerwca 201516:30 | Bethune 5 (P) Doubrere 5 (P) Chat 5 (P) Belleau 4 (2pd) Méret 8 (4pd) Delannoy 5 (P) Fouyssac 10 (2P) Cancoriet 5 (P) | 47:7 | Noguchi 2 (pd) karne przyłożenie – 5 | Stadio Sergio Lanfranchi, Parma Sędzia: Ben Whitehouse |
| 6 czerwca 201516:30 | Bachelier · Bethune                                                                                                   | 47:7 |                                      | Stadio Sergio Lanfranchi, Parma Sędzia: Ben Whitehouse |

| 6 czerwca 201520:30 | Anglia U-20                                                                 | 30:16 | Walia U-20                    | Stadio San Michele, Calvisano Widzów: 2400 Sędzia: Brendon Pickerill |
| 6 czerwca 201520:30 | Jennings 10 (2pd 2K) Townsend 5 (P) Skinner 5 (P) Clark 5 (P) Packman 5 (P) | 30:16 | Evans 11 (pd 3K) Watkin 5 (P) | Stadio San Michele, Calvisano Widzów: 2400 Sędzia: Brendon Pickerill |
| 6 czerwca 201520:30 | Morris                                                                      | 30:16 | Phillips                      | Stadio San Michele, Calvisano Widzów: 2400 Sędzia: Brendon Pickerill |

| 10 czerwca 201516:30 | Anglia U-20                                                        | 18:30 | Francja U-20                                                | Stadio Luigi Zaffanella, Viadana Sędzia: Gary Conway |
| 10 czerwca 201516:30 | Jennings 3 (K) Evans 5 (pd K) Chisholm 5 (P) karne przyłożenie – 5 | 18:30 | Ramos 15 (3pd 3K) Méret 3 (dg) Penaud 10 (2P) Estorge 5 (P) | Stadio Luigi Zaffanella, Viadana Sędzia: Gary Conway |

| 10 czerwca 201518:30 | Walia U-20 | 66:3 | Japonia U-20  | Stadio Luigi Zaffanella, Viadana Sędzia: Lloyd Linton |
| 10 czerwca 201518:30 | Evans 15 (P 5pd) Phillips 5 (P) Adams 10 (2P) Jones 6 (3pd) Belcher 5 (P) Benham 10 (2P) Beard 5 (P) Howells 5 (P) Davies 5 (P) | 66:3 | Noguchi 3 (K) | Stadio Luigi Zaffanella, Viadana Sędzia: Lloyd Linton |
| 10 czerwca 201518:30 | Urabe | 66:3 |               | Stadio Luigi Zaffanella, Viadana Sędzia: Lloyd Linton |

### Grupa B
| 2 czerwca 201518:30 | Australia U-20                                               | 34:22 | Samoa U-20                                                               | Stadio Sergio Lanfranchi, Parma Widzów: 3287 Sędzia: Shuhei Kubo |
| 2 czerwca 201518:30 | Placid 10 (2P) Deegan 14 (P 3pd K) Kellaway 5 (P) Gunn 5 (P) | 34:22 | Adams 5 (P) Falaniko 4 (2pd) Dowsing 5 (P) Ioane 3 (K) Winterstein 5 (P) | Stadio Sergio Lanfranchi, Parma Widzów: 3287 Sędzia: Shuhei Kubo |
| 2 czerwca 201518:30 | Lealaiauloto-Tui                                             | 34:22 | Tamoaieta                                                                | Stadio Sergio Lanfranchi, Parma Widzów: 3287 Sędzia: Shuhei Kubo |

| 2 czerwca 201520:30 | Południowa Afryka U-20                                                                                               | 33:5 | Włochy U-20         | Stadio San Michele, Calvisano Widzów: 3500 Sędzia: Gary Conway |
| 2 czerwca 201520:30 | Van Wyk 5 (P) Van der Merwe 5 (P) Thomson 6 (3pd) De Beer 2 (pd) Liebenberg 5 (P) Bothma 5 (P) karne przyłożenie – 5 | 33:5 | Agbasse 5 (P)       | Stadio San Michele, Calvisano Widzów: 3500 Sędzia: Gary Conway |
| 2 czerwca 201520:30 | Snyman | 33:5 | D’Onofrio · Zanetti | Stadio San Michele, Calvisano Widzów: 3500 Sędzia: Gary Conway |

| 6 czerwca 201518:30 | Południowa Afryka U-20                                                                                          | 40:8 | Samoa U-20                  | Stadio Sergio Lanfranchi, Parma Sędzia: Elia Rizzo |
| 6 czerwca 201518:30 | Du Toit 5 (P) Thomson 13 (2pd 3K) Jenkins 5 (P) De Beer 2 (pd) Zas 5 (P) Liebenberg 5 (P) karne przyłożenie – 5 | 40:8 | Falaniko 3 (K) Leilua 5 (P) | Stadio Sergio Lanfranchi, Parma Sędzia: Elia Rizzo |

| 6 czerwca 201520:30 | Australia U-20                                                      | 31:15 | Włochy U-20                              | Stadio Sergio Lanfranchi, Parma Widzów: 1820 Sędzia: Juan Sylvestre |
| 6 czerwca 201520:30 | Deegan 11 (4pd K) Orr 5 (P) Korczyk 5 (P) Tuttle 5 (P) Wilkin 5 (P) | 31:15 | Minozzi 5 (pd K) Masato 5 (P) Luus 5 (P) | Stadio Sergio Lanfranchi, Parma Widzów: 1820 Sędzia: Juan Sylvestre |

| 10 czerwca 201518:30 | Samoa U-20                                            | 30:24 | Włochy U-20                                                                  | Stadio San Michele, Calvisano Widzów: 2700 Sędzia: Will Houston |
| 10 czerwca 201518:30 | Falaniko 20 (P 3pd 3K) Leger 5 (P) Tuiomanufili 5 (P) | 30:24 | Minozzi 4 (2pd) Polledri 5 (P) Ferraro 5 (P) Giammarioli 5 (P) Zanetti 5 (P) | Stadio San Michele, Calvisano Widzów: 2700 Sędzia: Will Houston |

| 10 czerwca 201520:30 | Południowa Afryka U-20                                                                                 | 46:13 | Australia U-20                             | Stadio San Michele, Calvisano Widzów: 2600 Sędzia: Ben Whitehouse |
| 10 czerwca 201520:30 | Vermeulen 5 (P) Thomson 19 (P 4pd 2K) Nche 5 (P) Ngcukana 5 (P) Jenkins 5 (P) De Beer 2 (pd) Zas 5 (P) | 46:13 | Deegan 3 (K) Paiaʻaua 5 (P) Kellaway 5 (P) | Stadio San Michele, Calvisano Widzów: 2600 Sędzia: Ben Whitehouse |
| 10 czerwca 201520:30 | Du Preez · Hermanus                                                                                    | 46:13 | Orr                                        | Stadio San Michele, Calvisano Widzów: 2600 Sędzia: Ben Whitehouse |

### Grupa C
| 2 czerwca 201516:30 | Irlandia U-20                 | 18:16 | Argentyna U-20                                   | Stadio Sergio Lanfranchi, Parma Widzów: 3287 Sędzia: Lloyd Linton |
| 2 czerwca 201516:30 | Carbery 15 (5K) Quinlan 3 (K) | 18:16 | Miotti 8 (pd dg K) Portillo 5 (P) Boffelli 3 (K) | Stadio Sergio Lanfranchi, Parma Widzów: 3287 Sędzia: Lloyd Linton |

| 2 czerwca 201520:30 | Nowa Zelandia U-20 | 68:10 | Szkocja U-20                         | Stadio Sergio Lanfranchi, Parma Widzów: 3287 Sędzia: Juan Sylvestre |
| 2 czerwca 201520:30 | Faiane 5 (P) Ioane 5 (P) Li 5 (P) Goodhue 5 (P) Bridge 5 (P) Hunt 28 (P 7pd 3K) Gibson 5 (P) Karpik 5 (P) Cridge 5 (P) | 68:10 | Hutchinson 5 (pd K) Carmichael 5 (P) | Stadio Sergio Lanfranchi, Parma Widzów: 3287 Sędzia: Juan Sylvestre |
| 2 czerwca 201520:30 | Goodhue | 68:10 | Russell                              | Stadio Sergio Lanfranchi, Parma Widzów: 3287 Sędzia: Juan Sylvestre |

| 6 czerwca 201516:30 | Irlandia U-20                                              | 24:20 | Szkocja U-20                                               | Stadio San Michele, Calvisano Widzów: 2000 Sędzia: Will Houston |
| 6 czerwca 201516:30 | Quinlan 3 (K) Dardis 5 (P) Carbery 11 (pd 3K) Oliver 5 (P) | 24:20 | Kinghorn 4 (2pd) Knott 5 (P) Horne 6 (2K) Carmichael 5 (P) | Stadio San Michele, Calvisano Widzów: 2000 Sędzia: Will Houston |

| 6 czerwca 201518:30 | Nowa Zelandia U-20                                                                      | 32:29 | Argentyna U-20                                                 | Stadio San Michele, Calvisano Widzów: 3000 Sędzia: Shuhei Kubo |
| 6 czerwca 201518:30 | Black 7 (2pd K) Ioane 5 (P) Tahuriorangi 5 (P) Hunt 5 (pd K) Wainui 5 (P) Laulala 5 (P) | 32:29 | Miotti 7 (2pd K) Ferro 3 (dg) Boffelli 9 (3K) Paolucci 10 (2P) | Stadio San Michele, Calvisano Widzów: 3000 Sędzia: Shuhei Kubo |
| 6 czerwca 201518:30 | Tavae-Aso · Laulala                                                                     | 32:29 | Calles                                                         | Stadio San Michele, Calvisano Widzów: 3000 Sędzia: Shuhei Kubo |

| 10 czerwca 201516:30 | Argentyna U-20 | 6:29 | Szkocja U-20                                               | Stadio San Michele, Calvisano Widzów: 1500 Sędzia: Brendon Pickerill |
| 10 czerwca 201516:30 | Miotti 6 (2K)  | 6:29 | Kinghorn 14 (pd 4K) Galloway 5 (P) Wynne 5 (P) Nairn 5 (P) | Stadio San Michele, Calvisano Widzów: 1500 Sędzia: Brendon Pickerill |
| 10 czerwca 201516:30 | Gasparri       | 6:29 |                                                            | Stadio San Michele, Calvisano Widzów: 1500 Sędzia: Brendon Pickerill |

| 10 czerwca 201520:30 | Nowa Zelandia U-20                        | 25:3 | Irlandia U-20 | Stadio Luigi Zaffanella, Viadana Widzów: 3036 Sędzia: Matthew Carley |
| 10 czerwca 201520:30 | Black 10 (2pd 2K) Li 10 (2P) Gibson 5 (P) | 25:3 | Carbery 3 (K) | Stadio Luigi Zaffanella, Viadana Widzów: 3036 Sędzia: Matthew Carley |

## Faza pucharowa

### Mecze o miejsca 9–12
|  | Półfinały | Półfinały      | Półfinały |  |  | Mecz o 9. miejsce  | Mecz o 9. miejsce  | Mecz o 9. miejsce  |
|  |           |                |           |  |  |                    |                    |                    |
|  | 1         | Samoa U-20     | 12        |  |  |                    |                    |                    |
|  | 4         | Japonia U-20   | 29        |  |  |                    |                    |                    |
|  |           |                |           |  |  |                    | Japonia U-20       | 21                 |
|  |           |                |           |  |  |                    | Argentyna U-20     | 38                 |
|  | 2         | Argentyna U-20 | 46        |  |  |                    |                    |                    |
|  | 3         | Włochy U-20    | 5         |  |  | Mecz o 11. miejsce | Mecz o 11. miejsce | Mecz o 11. miejsce |
|  |           |                |           |  |  |                    |                    |                    |
|  |           |                |           |  |  |                    | Samoa U-20         | 19                 |
|  |           |                |           |  |  |                    | Włochy U-20        | 20                 |

| 15 czerwca 201518:30 | Samoa U-20                                                | 12:29 | Japonia U-20                                                            | Stadio Luigi Zaffanella, Viadana Sędzia: Gary Conway |
| 15 czerwca 201518:30 | Falaniko 2 (pd) Kueffner-Mulitalo 5 (P) Winterstein 5 (P) | 12:29 | Noguchi 14 (P 3pd K) Makisi 5 (P) Horikoshi 5 (P) karne przyłożenie – 5 | Stadio Luigi Zaffanella, Viadana Sędzia: Gary Conway |
| 15 czerwca 201518:30 | Faauli                                                    | 12:29 |                                                                         | Stadio Luigi Zaffanella, Viadana Sędzia: Gary Conway |

| 15 czerwca 201516:30 | Argentyna U-20 | 46:5 | Włochy U-20 | Stadio San Michele, Calvisano Sędzia: Lloyd Linton |
| 15 czerwca 201516:30 | Boffelli 5 (pd K) Baronio 5 (P) Bazán Vélez 10 (2P) Miotti 11 (P 3pd) Bartoloni 5 (P) Granella 5 (P) Domínguez 5 (P) | 46:5 | Luus 5 (P)  | Stadio San Michele, Calvisano Sędzia: Lloyd Linton |
| 15 czerwca 201516:30 | Deheza | 46:5 |             | Stadio San Michele, Calvisano Sędzia: Lloyd Linton |

| 20 czerwca 201516:30 | Samoa U-20                       | 19:20 | Włochy U-20                                               | Stadio Giovanni Zini, Cremona Widzów: 4000 Sędzia: Gary Conway |
| 20 czerwca 201516:30 | Falaniko 14 (pd 4K) Tiatia 5 (P) | 19:20 | Azzolini 7 (2pd K) Minozzi 3 (K) 2 karne przyłożenia – 10 | Stadio Giovanni Zini, Cremona Widzów: 4000 Sędzia: Gary Conway |
| 20 czerwca 201516:30 | Adams · Dowsing · Halafuka       | 19:20 | Giammarioli                                               | Stadio Giovanni Zini, Cremona Widzów: 4000 Sędzia: Gary Conway |

| 20 czerwca 201511:00 | Japonia U-20                                | 21:38 | Argentyna U-20                                                                | Stadio Luigi Zaffanella, Viadana Sędzia: Elia Rizzo |
| 20 czerwca 201511:00 | Noguchi 6 (3pd) Tatafu 10 (2P) Yatomi 5 (P) | 21:38 | Deheza 10 (2P) Boffelli 13 (P 4pd) Achilli 5 (P) Baronio 5 (P) Larrague 5 (P) | Stadio Luigi Zaffanella, Viadana Sędzia: Elia Rizzo |
| 20 czerwca 201511:00 | Kajimura                                    | 21:38 |                                                                               | Stadio Luigi Zaffanella, Viadana Sędzia: Elia Rizzo |

### Mecze o miejsca 5–8
|  | Półfinały | Półfinały      | Półfinały |  |  | Mecz o 5. miejsce | Mecz o 5. miejsce | Mecz o 5. miejsce |
|  |           |                |           |  |  |                   |                   |                   |
|  | 1         | Australia U-20 | 31        |  |  |                   |                   |                   |
|  | 4         | Szkocja U-20   | 21        |  |  |                   |                   |                   |
|  |           |                |           |  |  |                   | Walia U-20        | 23                |
|  |           |                |           |  |  |                   | Australia U-20    | 28                |
|  | 2         | Irlandia U-20  | 12        |  |  |                   |                   |                   |
|  | 3         | Walia U-20     | 22        |  |  | Mecz o 7. miejsce | Mecz o 7. miejsce | Mecz o 7. miejsce |
|  |           |                |           |  |  |                   |                   |                   |
|  |           |                |           |  |  |                   | Irlandia U-20     | 17                |
|  |           |                |           |  |  |                   | Szkocja U-20      | 9                 |

| 15 czerwca 201516:30 | Australia U-20                                                                     | 31:21 | Szkocja U-20                                                                     | Stadio Luigi Zaffanella, Viadana Widzów: 1900 Sędzia: Elia Rizzo |
| 15 czerwca 201516:30 | Placid 10 (2P) Deegan 6 (3pd) McInerney 5 (P) Lealaiauloto-Tui 5 (P) Sandell 5 (P) | 31:21 | Kinghorn 2 (pd) Horne 4 (2pd) Galloway 5 (P) Coombes 5 (P) karne przyłożenie – 5 | Stadio Luigi Zaffanella, Viadana Widzów: 1900 Sędzia: Elia Rizzo |
| 15 czerwca 201516:30 | McInerney                                                                          | 31:21 | Hutchinson                                                                       | Stadio Luigi Zaffanella, Viadana Widzów: 1900 Sędzia: Elia Rizzo |

| 15 czerwca 201520:30 | Irlandia U-20                           | 12:22 | Walia U-20                                             | Stadio Luigi Zaffanella, Viadana Sędzia: Will Houston |
| 15 czerwca 201520:30 | Rock 5 (P) Carbery 2 (pd) Gaffney 5 (P) | 12:22 | Howells 5 (P) Davies 5 (P) Evans 7 (2pd K) Adams 5 (P) | Stadio Luigi Zaffanella, Viadana Sędzia: Will Houston |
| 15 czerwca 201520:30 | Phillips · Griffiths                    | 12:22 |                                                        | Stadio Luigi Zaffanella, Viadana Sędzia: Will Houston |

| 20 czerwca 201513:00 | Irlandia U-20                                       | 17:9 | Szkocja U-20                | Stadio Luigi Zaffanella, Viadana Sędzia: Shuhei Kubo |
| 20 czerwca 201513:00 | Carbery 2 (pd) Ringrose 5 (pd K) Fitzgerald 10 (2P) | 17:9 | Kinghorn 6 (2K) Horne 3 (K) | Stadio Luigi Zaffanella, Viadana Sędzia: Shuhei Kubo |

| 20 czerwca 201515:00 | Walia U-20                                           | 23:28 | Australia U-20                                                                 | Stadio Luigi Zaffanella, Viadana Sędzia: Lloyd Linton |
| 20 czerwca 201515:00 | Adams 5 (P) Jones 8 (pd 2K) Benham 5 (P) Lewis 5 (P) | 23:28 | Deegan 8 (4pd) Faingaa 5 (P) Korczyk 5 (P) Lealaiauloto-Tui 5 (P) Placid 5 (P) | Stadio Luigi Zaffanella, Viadana Sędzia: Lloyd Linton |
| 20 czerwca 201515:00 | Elias                                                | 23:28 | Magnay                                                                         | Stadio Luigi Zaffanella, Viadana Sędzia: Lloyd Linton |

### Mecze o miejsca 1–4
|  | Półfinały | Półfinały              | Półfinały |  |  | Mecz o 1. miejsce | Mecz o 1. miejsce      | Mecz o 1. miejsce |
|  |           |                        |           |  |  |                   |                        |                   |
|  | 1         | Nowa Zelandia U-20     | 45        |  |  |                   |                        |                   |
|  | 4         | Francja U-20           | 7         |  |  |                   |                        |                   |
|  |           |                        |           |  |  |                   | Nowa Zelandia U-20     | 21                |
|  |           |                        |           |  |  |                   | Anglia U-20            | 16                |
|  | 2         | Południowa Afryka U-20 | 20        |  |  |                   |                        |                   |
|  | 3         | Anglia U-20            | 28        |  |  | Mecz o 3. miejsce | Mecz o 3. miejsce      | Mecz o 3. miejsce |
|  |           |                        |           |  |  |                   |                        |                   |
|  |           |                        |           |  |  |                   | Francja U-20           | 18                |
|  |           |                        |           |  |  |                   | Południowa Afryka U-20 | 31                |

| 15 czerwca 201518:30 | Nowa Zelandia U-20                                      | 45:7 | Francja U-20               | Stadio San Michele, Calvisano Widzów: 3600 Sędzia: Ben Whitehouse |
| 15 czerwca 201518:30 | Black 15 (6pd K) Ioane 10 (2P) Li 15 (3P) Goodhue 5 (P) | 45:7 | Castets 5 (P) Ramos 2 (pd) | Stadio San Michele, Calvisano Widzów: 3600 Sędzia: Ben Whitehouse |

| 15 czerwca 201520:30 | Południowa Afryka U-20                          | 20:28 | Anglia U-20                                                              | Stadio San Michele, Calvisano Widzów: 3500 Sędzia: Brendon Pickerill |
| 15 czerwca 201520:30 | Thomson 10 (2pd 2K) Du Plessis 5 (P) Jaer 5 (P) | 20:28 | Jennings 13 (2pd 3K) Chisholm 5 (P) Tompkins 5 (P) karne przyłożenie – 5 | Stadio San Michele, Calvisano Widzów: 3500 Sędzia: Brendon Pickerill |
| 15 czerwca 201520:30 | Jenkins · Liebenberg                            | 20:28 | Tompkins                                                                 | Stadio San Michele, Calvisano Widzów: 3500 Sędzia: Brendon Pickerill |

| 20 czerwca 201518:30 | Francja U-20                                          | 18:31 | Południowa Afryka U-20                                          | Stadio Giovanni Zini, Cremona Widzów: 6500 Sędzia: Matthew Carley |
| 20 czerwca 201518:30 | Bonneval 5 (P) Blanc 5 (P) Méret 3 (K) Delannoy 5 (P) | 18:31 | Du Toit 5 (P) Thomson 11 (4pd K) Jenkins 5 (P) Du Preez 10 (2P) | Stadio Giovanni Zini, Cremona Widzów: 6500 Sędzia: Matthew Carley |
| 20 czerwca 201518:30 | Liebenberg                                            | 18:31 |                                                                 | Stadio Giovanni Zini, Cremona Widzów: 6500 Sędzia: Matthew Carley |

| 20 czerwca 201520:30 | Nowa Zelandia U-20                           | 21:16 | Anglia U-20                     | Stadio Giovanni Zini, Cremona Widzów: 7000 Sędzia: Will Houston |
| 20 czerwca 201520:30 | Black 11 (pd 3K) Tavae-Aso 5 (P) Ioane 5 (P) | 21:16 | Clark 5 (P) Jennings 11 (pd 3K) | Stadio Giovanni Zini, Cremona Widzów: 7000 Sędzia: Will Houston |
| 20 czerwca 201520:30 | Ioane                                        | 21:16 |                                 | Stadio Giovanni Zini, Cremona Widzów: 7000 Sędzia: Will Houston |

### Klasyfikacja końcowa
| Miejsce | Reprezentacja          | Składy |
| ------- | ---------------------- | ------ |
| złoto   | Nowa Zelandia U-20     |        |
| srebro  | Anglia U-20            |        |
| brąz    | Południowa Afryka U-20 |        |
| 4       | Francja U-20           |        |
| 5       | Australia U-20         |        |
| 6       | Walia U-20             |        |
| 7       | Irlandia U-20          |        |
| 8       | Szkocja U-20           |        |
| 9       | Argentyna U-20         |        |
| 10      | Japonia U-20           |        |
| 11      | Włochy U-20            |        |
| 12      | Samoa U-20             |        |